# Харанис, Питер
Питер Харанис (англ. Peter Charanis; 1908, Лемнос, Греция — 23 марта 1985, США) — американский учёный, историк, византинист и арменовед. Профессор истории в Ратгерском университете. Будучи доктором исторических наук, работал в Думбартон-Оксе.

## Биография
Питер Харанис родился в 1908 году в Греции на острове Лемнос. В 1920 году он с семьей иммигрирует в США, и селится в Нью-Джерси. Окончив начальное образование, он поступил в Ратгерский университет, где учится с 1927 по 1931 год и получает степень бакалавра. В Висконсинском университете с 1931 по 1935 годы при патронаже Александра Васильева закончил докторантуру. Как аспирант, продолжил обучение в университете Брюсселя под руководством византиниста Генри Грегуара. С 1936 по 1938 год участвуя Грегуаровских семинарах, Харанис знакомится со своей будущей женой Мадлен Шилтз, а также работает вместе с Николаем Адонцем и Паулем Витеком. Находясь в Брюсселе увлекся армянской историей, как результат большая часть исследований посвящена роли армян в Византии.
Питер Харанис некоторое преподавал в университете Салоник, после чего в 1938 году вернулся в США, где продолжил работу в Ратгерском университете. В то время в США византинистика как отдельная научная отрасль только зарождалась, но спустя какое-то время усилиями Хараниса в университете была открыта специализированная студия византийских исследований, лекции на которой со временем стали самыми популярными в университете. В 1963 году он становится профессором истории. С 1964 по 1966 год Питер Харанис возглавлял отдел истории университета. В 1976 году он оставил работу в университете.
Умер учёный 23 марта 1985 года.

## Работы
- «An important short chronicle of the fourteenth century», Byzantion № 13(1938)
- «Byzantium, the West and the origin of the First Crusade», Byzantion № 19 (1949)
- «On the Social Structure and Economic Organization of the Byzantine Empire in the Thirteenth Century and Later», Byzantinoslavica 12 (1951)
- «Ethnic Changes in the Byzantine Empire in the Seventh Century», Dumbarton Oaks Papers 13 (1959)
- «The Armenians in the Byzantine Empire», Byzantinoslavica № 22 (1961), Repr. Lisbon, 1963, London, 1972
- «Observations on the Demography of the Byzantine Empire», XIII International Congress of Byzantine Studies, Oxford, 1966